# Джоузеф Тейлър
Джоузеф Хуутън Тейлър (на английски: Joseph Hooton Taylor, Jr.) е американски физик и астроном, известен с откриването на първия двоен пулсар, на базата на което извършва прецизни тестове на Общата теория на относителността, за което е награден с Нобелова награда за физика за 1993 г.

## Биография
Роден е на 29 март 1941 г. във Филаделфия, САЩ. През 1963 г. завършва Хейвърфорд Колидж. През 1968 година, защитава докторска дисертация в Харвардския университет върху измервания на лунни окултации. По това време в Кеймбридж Джослин Бел открива първия пулсар. За кратко заема изследователско място в Харвард, след което се прехвърля в Масачузетския университет в Амхърст като директор на радиоастрономическата обсерватория „Файв Колидж“. През 1980 г. се премества в Принстън, където е декан на факултет, като се пенсионира през 2006 г.

## Откриването на двойния пулсар
Веднага след новината за откриването на пулсарите, Тейлър заминава за Националната радиоастрономическа обсерватория, като открива първите пулсари, които не са открити от кеймбриджки астрономи. Оттогава работи във всички аспекти на физиката на пулсарите. През 1974 г. открива първия пулсар в двойна система, PSR B1913+16, на базата на обзор на пулсарите в обсерваторията Аресибо в Пуерто Рико. Въпреки че на времето не се е знаело нищо за еволюцията му, той е характерен със следното: скоростта им на околоосно въртене е силно увеличена, вследствие на процеси на акреция, при които вещество от другата звезда е падало върху пулсара, при което скоростта на въртене се увеличава съгласно закона за запазване на момента на импулса.
Голямата полуос на орбитата на тази двойна система се скъсява бавно с времето, поради загубата на енергия, вследствие на излъчената гравитационна енергия. Този ефект точно се предсказва от Общата теория на относителността, представена от Айнщайн през 1915 г. Тейлър и Хълс, заедно със свои колеги, успяват да измерят предсказания ефект, с точност до 1%, като измерванията им са потвърдени от други учени.